# Hint horoz

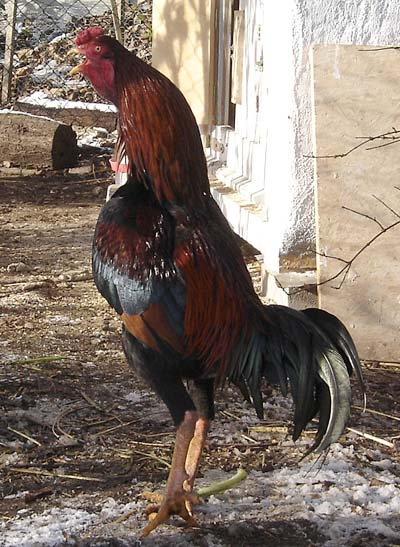

A hint horoz egy törökországi viador tyúkfajta.

## Fajtatörténet
Eredetük Indiában keresendő. Törökországban nagy jelentősége van a kakasviadaloknak, mindenütt rendeznek kisebb-nagyobb kakasviadalokat. Nagyobb városokban meglehetősen nagy rendezvényeket szerveznek, ahol közeli és távoli tenyésztők is találkoznak, üzletelnek, tapasztalatot cserélnek. A hint horoz nagyon kitartó és kedvelt harcos, akár 2 óráig is eltarthat egy küzdelem.  

## Fajtabélyegek, színváltozatok
Háta rövid, széles, erősen lejtő. Farktollai esőek, rövid, keskeny farktollakkal. Melltájék széles, izmos. Szárnyak előrenézőek, párhuzamosak a hátvonallal. Feje erős, rövid, kicsi, széles homlokkal. Arca piros, szemek nagyok és lehetőség szerint fehérek. Csőr ragadozó madárszerű, rövid, erős, enyhén görbült, sárga. Taraja fejletlen, rövid borsótaraj. Füllebenyek jelentéktelenek, pirosak. Nyaka enyhén hajlított, nem túl hosszú. Széles terpeszben áll, combok rövidek, nagyon izmosak. Csüd rövid, erős csontozatú, sárga. Tollazata nem sűrű, erős és testhez simuló.    
Színváltozatok: Vöröstarka, vadas, fácánbarna, búzaszínű, feketetarka, fehér, kéktarka, kék, kék-ezüst. 

## Tulajdonságok
A hint horoz valószínűleg az egyik legelterjedtebb viadorfajta. A viadorok egy nagyon különleges tyúkfajta csoport. Kakasaik szembeszállnak és igyekeznek védelmezni csapatukat ragadozó madarakkal, varjúfélékkel szemben.   
| Általános tulajdonságok: | Általános tulajdonságok:        |
| ------------------------ | ------------------------------- |
| Súlya                    | kakas 3 - 4,5 kg, tojó 2,5-3 kg |
| Gyűrűmérete              | kakas 22, tojó 20               |
| Tenyésztojás tömege      | 55 g                            |
| Tojáshéj színe           | barnás                          |
| Éves tojáshozama         | 60 db                           |